# Astur (tipografía)
Astur es una tipografía decorativa que fue diseñada en 1940 y licenciada por la fundición española Fundición Tipográfica Nacional en 1948. Las letras parecen estar hechas de tablas de madera y, a menudo, se usan cuando se desea darle un aspecto rudo, de estar al aire libre o de campamento. El nombre de la fuente, una referencia a los antiguos habitantes del norte de España, los astures, pretende subrayar su aspecto rústico.
Una versión digitalizada común de la fuente, realizada por David Rakowski en 1990, se llama «Woodplank». Posteriormente, en 2000, Dieter Steffmann amplió el conjunto de caracteres y la renombró como «Camp Fire».